# 阿丁似刀鯰
阿丁似刀鯰，為輻鰭魚綱鯰形目北非鯰科的其中一種，分布於亞洲泰國的淡水流域，體長可達6.7公分，棲息在底層水域，屬肉食性，生活習性不明。

## 擴展閱讀
維基物種上的相關：阿丁似刀鯰